# Mariano Egaña Fabres

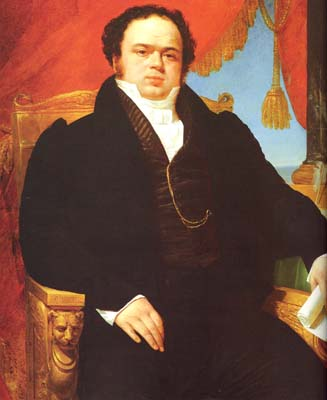
Mariano Egaña Fabres

Mariano Egaña Fabres (* 15. Juni 1793 in Santiago de Chile; † 24. Juni 1846 ebenda) war ein chilenischer Politiker. 1823 amtierte er als Mitglied der Regierungsjunta für drei Wochen als Staatsoberhaupt seines Landes.
Mariano Egaña studierte nach der Schule Rechtswissenschaft an der Real Universidad de San Felipe und verließ die Universität 1811 als Rechtsanwalt.
Als 1810 die chilenische Unabhängigkeitsbewegung sich gegen die napoleonisch-spanischen Truppen erhob, unterstützte der junge Mariano diese Bewegung genau wie sein Vater, Juan Egaña Risco. 1813 übernahm er für die chilenische Regierungsjunta das Amt eines Sekretärs des Innern, bis er nach der Schlacht von Rancagua von den Spaniern gefangen genommen und mit etlichen anderen Revolutionären auf die Juan-Fernández-Inseln im Pazifik verbannt wurde. Im März desselben Jahres hielt er die Gründungsrede des Nationalinstituts und kündigte die Gründung der chilenischen Nationalbibliothek an, die neun Tage später in den Räumlichkeiten der Königliche Sankt-Philipps-Universität durchgeführt wurde.
1817, als die Chilenen bei der Schlacht von Chacabuco siegreich waren, konnten die Verbannten wieder aufs Festland zurückkehren, in den folgenden Jahren arbeitete Mariano Egaña unter dem Director Supremo Bernardo O’Higgins im Finanzwesen und in der Stadtverwaltung von Santiago de Chile. Nach dem Sturz von O’Higgins versah er unter Ramón Freire y Serrano zeitweise das Amt des Innen- und Marineministers. Während der dreiwöchigen Herrschaft der Junta de Diputados im August 1823 vertrat Mariano Egaña die Provinz der Hauptstadt Santiago und fungierte so als Mitglied der kollektiven Staatsführung, bis Ramón Freire die von ihm eingesetzte Junta wieder abberief und selbst als alleiniger Director Supremo herrschte.
Der glänzende Jurist Egaña stand als Kopf hinter einigen der Reformen der Liberalen unter Freire, darunter die Wahlrechtsreform und die Öffnung der Grundschulen und die Abschaffung der Prügelstrafe. 1824 wurde er als Bevollmächtigter Gesandter nach Europa geschickt, um von Großbritannien aus die Anerkennung der chilenischen Unabhängigkeit durch die europäischen Mächte zu erreichen und einen Schuldenerlass für die Staatsfinanzen bei einigen europäischen Gläubigern zu verhandeln. 1829 kehrte er nach Chile zurück.
Dort fand er die liberal-föderalistische Regierung gestürzt, das Land im Bürgerkrieg, aus dem die konservativen Zentralisten unter José Joaquín Prieto Vial als Sieger hervorgingen. Mariano Egaña hatte das Glück, kein prononcierter Föderalist und außerdem zur Zeit der erbittertsten Kontroversen außer Landes gewesen zu sein, und so konnte er auch unter der konservativen Regierung weiter in bedeutenden Ämtern bleiben.
So berief ihn die neue Regierung ans Oberste Gericht des Landes. Ab 1831 vertrat er seine Heimatstadt Santiago im chilenischen Senat, und 1833 saß er in der Kommission, welche die Verfassung von 1833 erarbeitete, an der er großen Einfluss nahm. Im Peruanisch-Bolivianischen Konföderationskrieg zwischen der chilenischen Regierung und der Peruanisch-Bolivianischen Konföderation, der zudem Ramón Freire zur Seite stand, um in seiner Heimat wieder an die Macht zu gelangen, erklärte Mariano Egaña als diplomatischer Vertreter Chiles offiziell den Krieg.